# Municipio de Lesko
El municipio de Lesko es un municipio urbano-rural de Polonia, ubicado en el distrito de Lesko del voivodato de Subcarpacia. Su capital y única ciudad es Lesko, que también es la capital distrital. En 2006 tenía una población de 11 603 habitantes.
El municipio incluye, además de la ciudad de Lesko, los pueblos de Bachlawa, Bezmiechowa Dolna, Bezmiechowa Górna, Dziurdziów, Glinne, Hoczew, Huzele, Jankowce, Łączki, Łukawica, Manasterzec, Postołów, Średnia Wieś y Weremień.
Limita con los municipios de Baligród, Olszanica, Sanok, Solina, Tyrawa Wołoska y Zagórz. 